# Кристиане Ритер
Кристиане Ритер (на немски: Christiane Ritter) е австрийска художничка и писателка, авторка на мемоарния пътепис „Една жена в Арктика“.

## Биография и творчество
Кристиане Ритер е родена на 13 юли 1897 г. в Карлсбад (сега Карлови Вари), Австро-Унгария. Баща ѝ е адвокат, а майка ѝ е талантлива художничка. Учи за художник и илюстратор в различни училища в Мюнхен, Виена и Берлин.
На 20-годишна възраст тя се омъжва за корабния офицер Херман Ритер (1891 – 1968). Имат една дъщеря – Карин.
През лятото на 1934 г., заедно със съпруга си и един ловец, заминават за Андре-Ланд в Шпицберген и тя прекарва една година в самотна колиба на Свалбард, далеч от всякаква цивилизация. Там тя прекарва по-голямата част от зимата сама, докато съпругът ѝ често е на лов с дни и остава до лятото на 1935 г. Преживянията си описва в мемоарната си книга „Една жена в Арктика“, която е издадена през 1938 г. Обикновено в книгите експедициите и престоя в Арктика се описват като изключително изтощителни и пълни с лишения, а в книгата си тя успява да опише стойността на арктическата природа за хората и за тяхната психика, както и собствената си промяна и отношение към далечния север. Книгата става много популярна и класика в немскоговорещата полярна литература и все още се публикува. Преведена е на 9 езика.
След Втората световна война семейството се мести в Леобен в Щирия. През 1985 г. тя се се мести във Виена.
Кристиане Ритер умира на 29 декември 2000 г. във Виена.

## Произведения
- Eine Frau erlebt die Polarnacht (1938)[1][2]
Една жена в Арктика, изд.: Профиздат, София (1967), прев. Мирослава Николова